# Cyclopharynx fwae
Cyclopharynx fwae är en fiskart som beskrevs av Poll, 1948. Cyclopharynx fwae ingår i släktet Cyclopharynx och familjen Cichlidae. IUCN kategoriserar arten globalt som livskraftig. Inga underarter finns listade i Catalogue of Life.